# پل خیابان هریسون (شیکاگو)
پل خیابان هریسون یک پل متحرک با محور ثابت در شیکاگو، ایلینوی است که از رودخانه جنوبی شیکاگو عبور می‌کند.

## تاریخچه
اگرچه نسخه فعلی این پل در سال ۱۹۶۰ افتتاح شد، دو پل قبلی در محل این پل قرار داشتند. اولین پل در سال ۱۸۷۷ به عنوان یک پل چرخشی دستی پس از درخواست مالکان مجاور برای ایجاد گذرگاه افتتاح شد. پل دوم، یک پل متحرک غلتکی شرتزر، بین سال‌های ۱۹۰۱ تا ۱۹۰۵ ساخته شد و پل چرخشی قبلی در این فرآیند تخریب شد. پل "شرتزر" در نهایت در دسامبر ۱۹۵۹ بسته شد و جای خود را به پل فعلی با محور ثابت داد که در ۲۳ اوت ۱۹۶۰ افتتاح شد.
راه‌دستی غربی پل که از بالای خطوط راه‌آهن منتهی به ایستگاه مرکزی شیکاگو عبور می‌کند، در حال حاضر در حال بازسازی است.